# Миннахметов, Джаудат Мидхатович

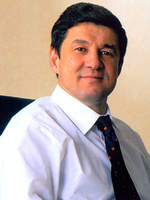

Миннахметов Джаудат Мидхатович (род. 23 июня 1955 года, с. Тимершик, Сабинский район, Татарская АССР, РСФСР, СССР) — российский предприниматель, общественный деятель, благотворитель, президент всероссийской общественной организации «Федерация Корэш России» и международной федерации корэш «International Belt Wrestling Koresh Federation», мастер спорта международного класса, автогонщик, член президиума межрегиональной общественной организации «Всемирный конгресс татар».

## Биография
Родился в д. Тимершик Сабинского района ТАССР. Воспитывался в многодетной семье. Его родители (Мидхат — отец, секретарь сельсовета, страховой агент; Шамсуна — мать, работала продавщицей). Джаудат — второй ребенок в семье. Старшая сестра Гузалия — Заслуженный учитель Республики Татарстан, младшая сестра — Флюза, фармацевт. Увлекался национальной борьбой корэш, где выступал на соревнованиях, занимая призовые места. С детства особый интерес вызывала авто-мото техника. С 1974—1985 гг. работал в студенческих стройотрядах, после возглавлял строительные бригады. Получил высшее образование. В 1978 году окончил Казанский государственный ветеринарный институт по специальности «ученый-ветврач», в 1998 году — Московский университет потребкооперации по специальности «финансы и кредит». Имеет чин «Государственный советник Республики Татарстан 3 класса».
С 1979 по 1986 гг. — работал в системе управления общественного питания г. Казань.
С 1986 по 1990 гг. — возглавлял ресторан «Казань».
С 1990 по 1996 гг. — председатель правления Арского РайПО, депутат районного Совета народных депутатов.
С 1996 по 1998 гг. — глава администрации Высокогорского района, депутат Государственного Совета Республики Татарстан.
С июля 1998 г. — генеральный директор ГКУ «Фонд газификации энергосберегающих технологий и развития инженерных сетей Республики Татарстан».
В 2001 году вместе с старшим сыном Миннахметовым Иреком создал крупнейшую сеть аптек в Татарстане «Казанские аптеки»
С 2006 г. — возглавляет общероссийскую общественную организацию «Федерация Корэш России».

## Трудовая карьера

### Фонд газификации
Усилиями Джаудата Миннахметова — генерального директора ГКУ «Фонд газификации, энергосберегающих технологий и развития инженерных сетей Республики Татарстан» были достигнуты значительные результаты в обеспечении населения региона газом и водой. В районах республики Татарстан было проложено более 22 тысяч км газопровода, газом обеспечены около полумиллиона жилых домов и тысячи социальных объектов.
С 2005 года Джаудат Миннахметов возглавляет общероссийскую общественную организацию «Федерация корэш России».

## Автоспорт
Автоспорт является главным хобби для всей семьи Миннахметовых. Профессионально занимается автоспортом, Мастер спорта международного класса по автоспорту, призер чемпионата Европы по автокроссу, чемпион России. Является основателем гоночной команды «Чингисхан» и одноименного картинг-клуба.

## Семья
ЖенатФарида 1960 г.р., брак заключен в 1979 году. Трое детей.
Сын — Ирек (1980—2020), работал генеральным директором АО «Татспиртпром», предприниматель, спортсмен, меценат, Мастер спорта России.
Дочь — Лилия (род. 1987 г.), предприниматель.
Сын — Радик (род. 1988 г.), генеральный директор АО «Казань-Арена», автогонщик, спортсмен, Мастер спорта России, профессионально занимается теннисом.

## Татарская культура
Изучает историю татарского народа, интересуется биографией ханов. Ратует за сохранение и развитие национальной культуры. С конца прошлого века в родной деревне Мингер организует один из самых крупных в России татарских праздников — Сабантуй «MINGER».

## Награды
- Благодарность Министерства Финансов Республики Татарстан за добросовестную и безупречную работу в финансовой системе республики Татарстан (2003 г.);
- Медаль «В память 1000-летия Казани» (2005 г.);
- Медаль «За доблестный труд» (2015 г.);
- Почетное звание «Заслуженный строитель Республики Татарстан» (2016 г.);